# Acropentias
Acropentias és un gènere d'arnes de la família Crambidae.

## Taxonomia
- Acropentias aureus Butler, 1878
- Acropentias papuensis Hampson, 1919